# Причетт, Крейг
Крейг Уильям Причетт (англ. Craig William Pritchett; род. 15 января 1949, Глазго) — шотландский шахматист, международный мастер (1976).
Многократный участник различных соревнований в составе сборной Шотландии по шахматам:
- 3 командных чемпионата мира среди студентов.
- 9 олимпиад (1966, 1970—1980, 1986, 1990).
- 23-й Кубок Клары Бенедикт (1979).

В составе сборной Великобритании по шахматам участник 3-х командных чемпионатов Европейского экономического сообщества: 1975 («бронза» в индивидуальном зачёте), 1978 («серебро» в индивидуальном зачёте), 1980 (2 золотые медали — в команде и в индивидуальном зачёте).
В составе различных команд многократный участник соревнований в Шахматной лиге четырёх наций.

## Изменения рейтинга
| Графики недоступны из-за технических проблем. См. информацию на Фабрикаторе и на mediawiki.org. |

## Книги
- Sicilian Scheveningen, 1977, ISBN 978-0713400878
- Nimzo Indian 4 E3: Nimzowitsch, Hübner & Taimanov Variations, 1980, ISBN 978-0713414479
- Chess World Title Contenders and Their Styles, 2003, Danny Kopec and Craig Pritchett, ISBN 978-0486422336
- Starting Out: Sicilian Scheveningen, 2006, ISBN 978-1857444131
- Play the English: An Active Opening Repertoire for White, 2007, ISBN 978-1857445459
- Chess for Rookies: Learn to Play, Win and Enjoy, 2009, ISBN 978-1857445350
- Chess Secrets: Heroes of Classical Chess: Learn from Carlsen, Anand, Fischer, Smyslov and Rubinstein, 2010, ISBN 978-1857446197
- Chess Secrets: Giants of Innovation: Learn from Steinitz, Lasker, Botvinnik, Korchnoi and Ivanchuk, 2011, ISBN 978-1857446715
- Chess Secrets: Great Chess Romantics: Learn from Anderssen, Chigorin, Réti, Larsen and Morozevich, 2013, ISBN 978-1857449891
- Steinitz: Move by Move, 2015, ISBN 978-1781942543